# Dentífrico

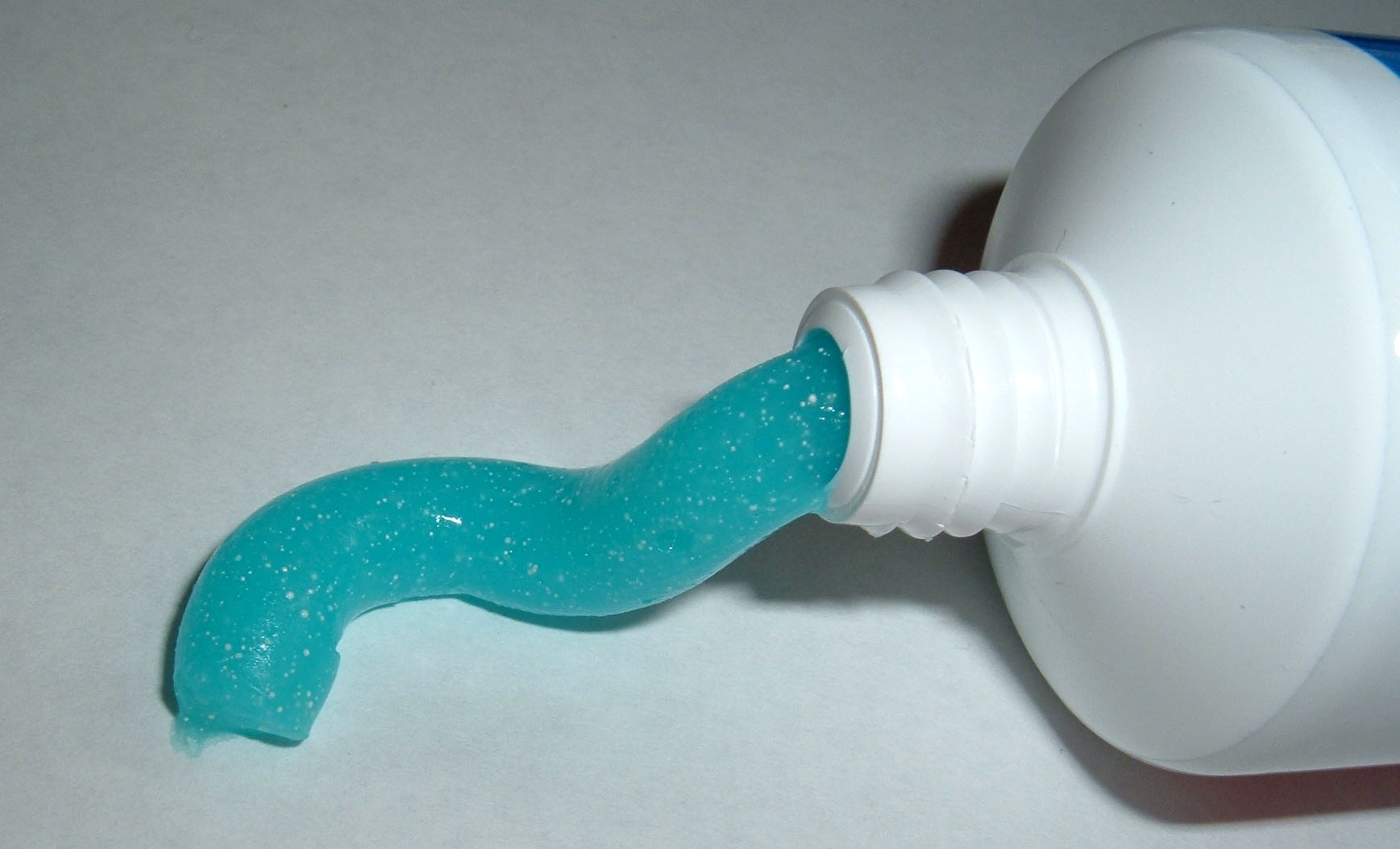
Gel dental

El dentífrico, dentrífico, crema dental o pasta de dientes es un producto que se utiliza para la higiene bucal. Se aplica sobre un cepillo de dientes para limpiar los dientes, las encías y la lengua. Suelen contener flúor como monofluorofosfato de sodio (Na2FPO3), arcilla, un poco de cuarzo, fluoruro de sodio (NaF) y el mineral más importante, calcita.
La primera pasta dentífrica fue creada por los egipcios hace 4000 años y era llamada clisterate. Para fabricarla se mezclaba piedra pómez pulverizada, sal, pimienta, agua, uñas de buey, cáscara de huevo y mirra. Sin embargo, el dentífrico no sería de uso común hasta el siglo XIX.
A comienzos del siglo XIX, la pasta de dientes era usada con agua, pero los antisépticos bucales pronto ganarían popularidad. Los dentífricos de andar por casa tenían tiza, ladrillo pulverizado, y sal como ingredientes comunes. En 1866, la Home Cyclopedia recomendó el carbón de leña pulverizado, y advirtió que ciertos dentífricos patentados y comerciales hacían daño. 
El término pasta o crema dental aplica generalmente al preparado de consistencia pastosa de color blanco, en tanto que a la de color azul, verde, naranja o rojo aplica el nombre de gel dental por su consistencia coloidal.

## Composición
- Agua y humectantes (glicerina): 75 %
- Abrasivos: 20 % (rocas/sal/arenas)
- Surfactantes (lauril éter sulfato de sodio) y agentes de sabor: 2 %
- Amortiguadores del pH: 2 %
- Colorantes y agentes que opacan y aglutinan: 1,5 %
- Fluoruro: 0,15 %
- Monofluorofosfato de sodio o MFP (en algunos casos)
- Bicarbonato de sodio
- Carragenina (en las de tipo gel)

Una pequeña porción de flúor es buena para prevenir la caries, pero una cantidad excesiva de flúor puede producir fluorosis dental (debilidad y manchado de los dientes), por lo que es indispensable enjuagarse bien la boca tras cepillarse los dientes con pastas dentales que contengan flúor. En Europa, la concentración máxima permitida de flúor es de 1500 ppm (0,15 %). Aquellos dentífricos con más de 1000 ppm de flúor, han de ser de uso exclusivo para adultos o bien incluir una advertencia de seguridad en su etiquetado.[cita requerida]
El flúor es mucho más tóxico en los niños. Actualmente se utiliza la misma cantidad de flúor (1.000-1.500 ppm de flúor) en las pastas dentales para adultos y niños, la cual debe comenzarse a utilizar una vez que el reflejo de la deglución se encuentre bien desarrollado y siempre con la ayuda y/o supervisión de un adulto para evitar el consumo de pasta. Un exceso de flúor en los niños puede provocar alteraciones nerviosas, falta de atención y la ya mencionada fluoración dental. Es sumamente importante utilizar pastas dentales especiales para niños y aclarar bien la boca de los mismos tras un cepillado con pasta dental que contenga flúor.
Los dentífricos comerciales suelen poseer sacarina sódica, stevia o sucralosa, los cuales le otorgan un gusto dulce sin producir caries, cosa que sí hace el azúcar común.
Existen algunos dentífricos que contienen triclosán como agente que refuerza el efecto protector del fluoruro de sodio.

## Pasta rayada

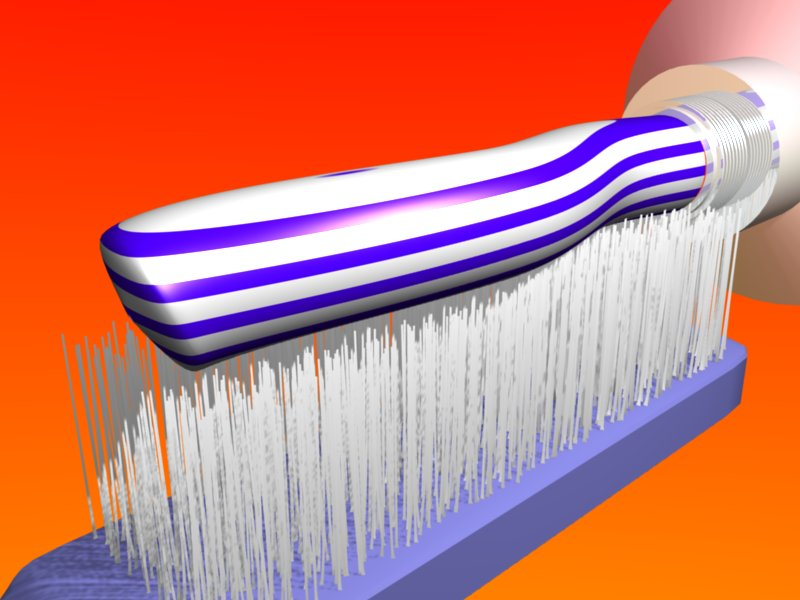
Pasta rayada

La pasta de dientes con rayas se logra colocando pastas de dos colores diferentes, contenidas en cámaras separadas dentro del tubo de silicio. Al apretar el tubo, este empuja la pasta de las distintas partes por la boquilla, creando el efecto rayado. Actualmente, este tipo de pasta de dientes no se consigue mediante la separación de las pastas de diferentes colores en celdas dentro del tubo, sino mediante un juego de diferentes densidades. Las pastas de distintos colores, se encuentran diferenciadas dentro del tubo, por ejemplo, de la siguiente manera: la blanca en la parte inferior por su menor densidad y la azul o roja en la superior con una mayor densidad es la encargada de dibujar las estrías. Es el diseño de la boquilla el encargado de repartir ambos componentes realizando el curioso dibujo. Esta boquilla lleva inmersa en su parte inferior, una extremidad igual a la que se ve en la parte superior. La parte sumergida llega hasta la pasta blanca atravesando la azul o roja aproximadamente 1 centímetro, la parte del tubo en contacto con la pasta superior se encuentra perforada y estriada en sus caras interiores de forma que distribuye el dibujo de rayado a modo de canales.

## Variaciones
Los dentífricos son diferentes en distintos lugares del mundo.
- En África Occidental, algunos nativos utilizan ramas de regaliz como dentífrico.
- En India, se utilizan también rascadores de lengua hechos en plata, la cual tiene propiedades antibacteriales.
- En Inglaterra, en algunos aeropuertos se utilizan cepillos masticables
- En Australia, mondadientes de árbol de té.

## Precauciones
Algunas marcas de dentífricos contienen gluten, en cuyo caso están contraindicadas en las personas con trastornos relacionados con el gluten, tales como la enfermedad celíaca y la sensibilidad al gluten no celíaca.